# Enchentes em Santa Catarina em 2008

Mapa do Brasil, mostrando a localização do estado de Santa Catarina (em vermelho).

Vale do Itajaí, a região mais atingida pelas enchentes.

As enchentes em Santa Catarina em 2008, também conhecidas como enchentes no Vale do Itajaí em 2008, ocorreram depois do período de grandes chuvas durante o mês de novembro de 2008, afetando em torno de sessenta cidades e mais de 1,5 milhões de pessoas na região do Vale do Itajaí, no estado de Santa Catarina, Brasil. 135 pessoas morreram, duas estavam desaparecidas, 9.390 habitantes foram forçados a sair de suas casas para que não houvesse mais vítimas e 5.617 desabrigados.
Um número de 150.000 habitantes ficaram sem eletricidade e ainda houve racionamento de água que estava sendo levada por caminhões em pelo menos uma cidade devido a problemas na purificação.
Várias cidades na região ficaram sem acesso devido as enchentes, escombros e deslizamentos de terra.
Em 25 de novembro de 2008, o prefeito de Blumenau, João Paulo Kleinübing, declarou estado de calamidade pública na cidade, assim como feito em outros treze municípios. Além disso, sessenta cidades no estado se encontram sob estado de emergência. Durante as cheias, o Porto de Itajaí teve grande parte dos berços de atracação destruídos. O nível de água no Rio Itajaí chegou a subir 11,52 m acima do nível normal.
Os terrenos que receberam chuva equivalente a mil litros de água por m², vão demorar pelo menos seis meses para se estabilizar. Enquanto isso, o solo permanecerá instável e sujeito a novos deslizamentos.
As enchentes levaram a criação de um grupo técnico científico a fim de promover estudos para a prevenção contra novos desastres naturais no estado.

## Vítimas
Conforme a defesa civil de Santa Catarina, 106 mortes foram confirmadas até 29 de Dezembro de 2008, sendo 135 mortes contando as 29 vítimas não-confirmadas pelo IML, até 29 de Janeiro de 2009. A seguir está a relação de óbitos, distribuídos por município, confirmados pelo IML:

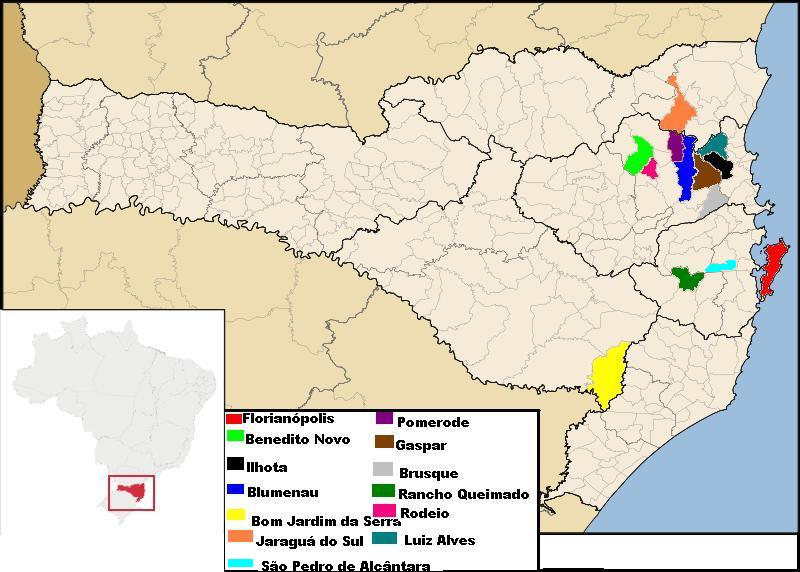
Áreas atingidas

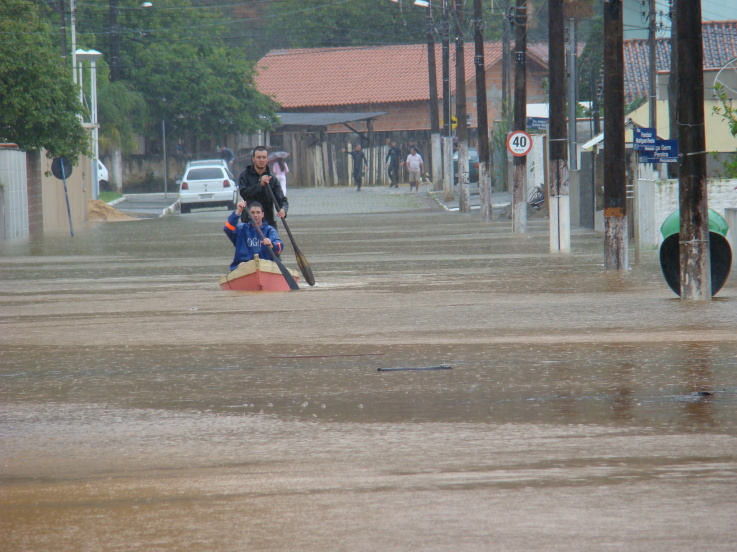
Moradores de Itajaí atravessam a enchente usando um bote

| Município              | Mortes |
| ---------------------- | ------ |
| Ascurra                | 1      |
| Benedito Novo          | 2      |
| Blumenau               | 24     |
| Brusque                | 1      |
| Florianópolis          | 1      |
| Gaspar                 | 19     |
| Ilhota                 | 23     |
| Itajaí                 | 2      |
| Jaraguá do Sul         | 13     |
| Luiz Alves             | 11     |
| Rancho Queimado        | 2      |
| Rodeio                 | 4      |
| São Pedro de Alcântara | 1      |
| Timbó                  | 2      |
| Total                  | 106    |

## Reações
- Santa Catarina: O governo do estado de Santa Catarina decretou três dias de luto oficial pelas vítimas.[11]
- Brasil: O presidente Luiz Inácio Lula da Silva, em visita ao estado no dia 26 de novembro, afirmou que esta é a "maior catástrofe da história de Santa Catarina". Entre as providências tomadas pelo governo federal, estão a decretação de estado de emergência e a liberação de R$ 1,6 bilhão para atender os estados atingidos pelas enchentes.[12]
- Estados Unidos: O Governo norte americano, liberou a partir da Embaixada dos EUA em São Paulo, a quantia de 50 mil dólares para o Estado de Santa Catarina. O dinheiro será destinado à compra de suprimentos de emergência e à prestação de auxílio em reparos básicos nas residências das famílias mais atingidas.[13]
- Alemanha: O governo alemão vai doar €200 mil às vítimas. O Ministério das Relações Exteriores do país informou que, os recursos serão destinados para a compra de barracas, alimentos, colchões, cobertores e água potável.[14]
- Vaticano: O Papa Bento XVI enviou uma mensagem às vítimas das enchentes, dizendo que deseja "afirmar-se espiritualmente presente nesta hora de dor com as famílias das vítimas e com os milhares de desalojados e desabrigados desta enorme tragédia ambiental".[15]

## Mídia

### Danos em estações de rádio
Em Blumenau a afiliada da Mix FM na região ficou fora do ar, assim como a Antena 1. A Atlântida FM continuou transmitindo utilizando um gerador a diesel. A rádio mudou sua programação a partir do sábado, dia 22 de novembro, aproximadamente às 15h. Sendo a evacuação do Shopping Neumarkt a primeira notícia transmitida. A partir das 18h a rádio, que era a única que estava no ar, começou uma transmissão conjunta com jornalistas do Jornal de Santa Catarina e da RBS TV Blumenau. A rádio seguiu com a programação especial até a meia-noite de sábado e voltou a transmitir notícias ao vivo às 3h00 do dia 23 de novembro, quando a defesa civil confirmou a previsão de enchente em Blumenau. A Atlântida FM usou seu blog para publicar os boletins da defesa civil e demais informações em tempo real para a população. A rádio parou de transmitir no final da tarde de domingo devido ao fim do diesel de seu gerador situado no Morro do Cachorro. O local ficou inacessível após vários desmoronamentos.
No Vale do Itajaí a Jovem Pan FM foi retirada do ar. Em Balneário Camboriú as emissoras Univali FM, Metropolitana FM e Transamérica Pop interromperam suas transmissões.
Em Brusque a única rádio que conseguiu permanecer no ar, durante todo a cobertura foi a rádio Diplomata FM, levando diesel ao transmissor a pé, as vias estavam interditadas com quedas de Barreiras, isso foi  possível com ajuda de voluntários e funcionários da rádio, pois de outra forma a cidade ficaria sem comunicação para os avisos, pois o longo período sem energia afetou as outras emissoras da cidade.
A Guararema FM, de Brusque, e a 92 FM, de Timbó, foram também afetadas pelas chuvas tendo que encerrar temporariamente suas transmissões. A Rádio Clube e a Rádio Nereu Ramos ficaram nos dias 23 e 24 de novembro transmitindo 24 horas em cadeia. A Furb TV também teve um papel fundamental, transmitindo em cadeia com a FURB FM durante todo esse tempo.

### Campanhas nos meios de comunicação
Na internet o Grupo RBS abriu uma página exclusiva sobre o assunto. Emissoras de televisão fizeram campanha de arrecadação de fundos para os desabrigados.